# Chiomara (bướm)
Chiomara là một chi bướm ngày thuộc họ Bướm nâu.

## Các loài
- Chiomara asychis  (Stoll, [1780])
- Chiomara basigutta  (Plötz, 1884)
- Chiomara crenda Evans, 1953
- Chiomara khalili Riley, 1934
- Chiomara mithrax  (Möschler, 1879)

## Hình ảnh

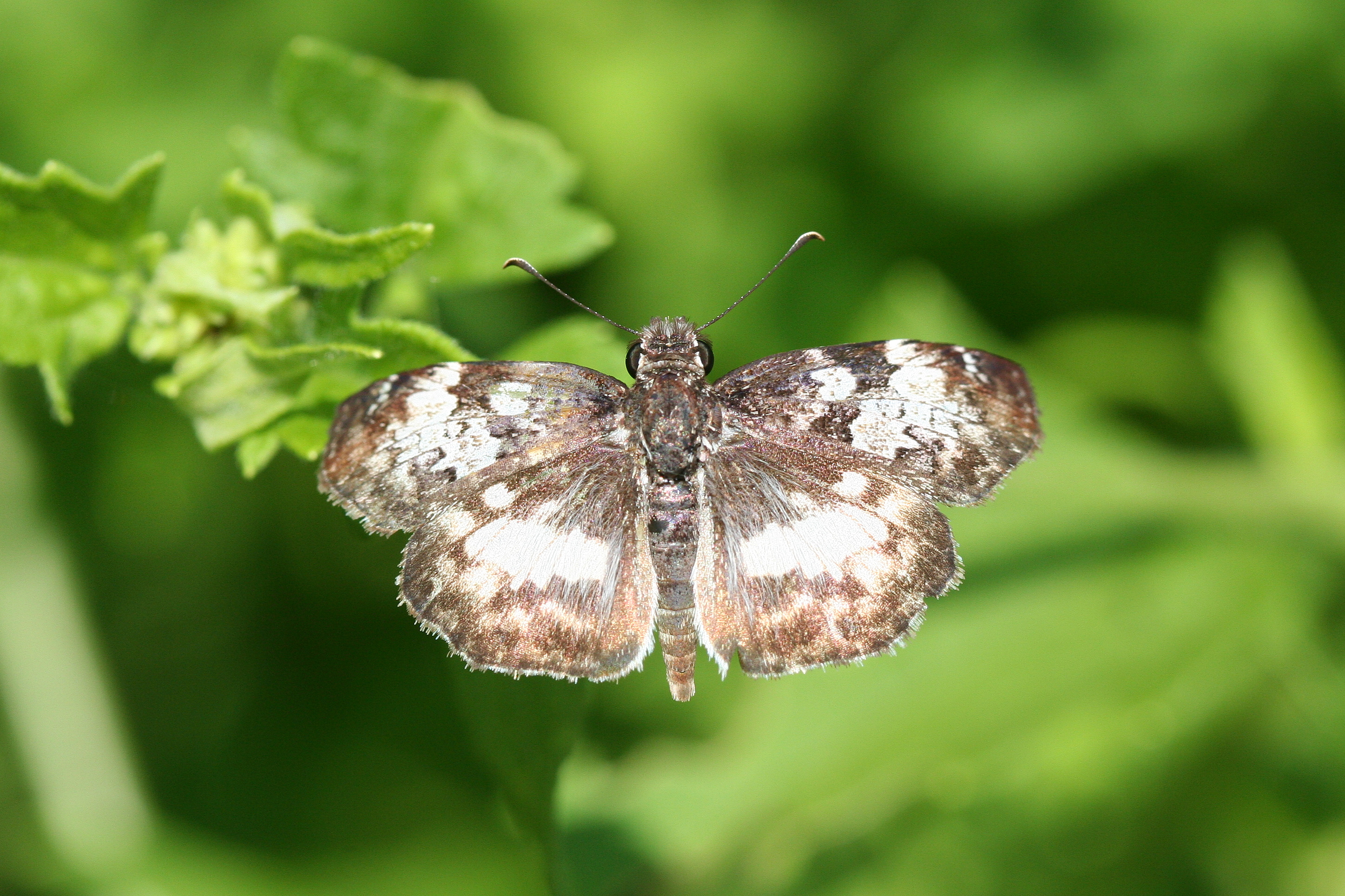
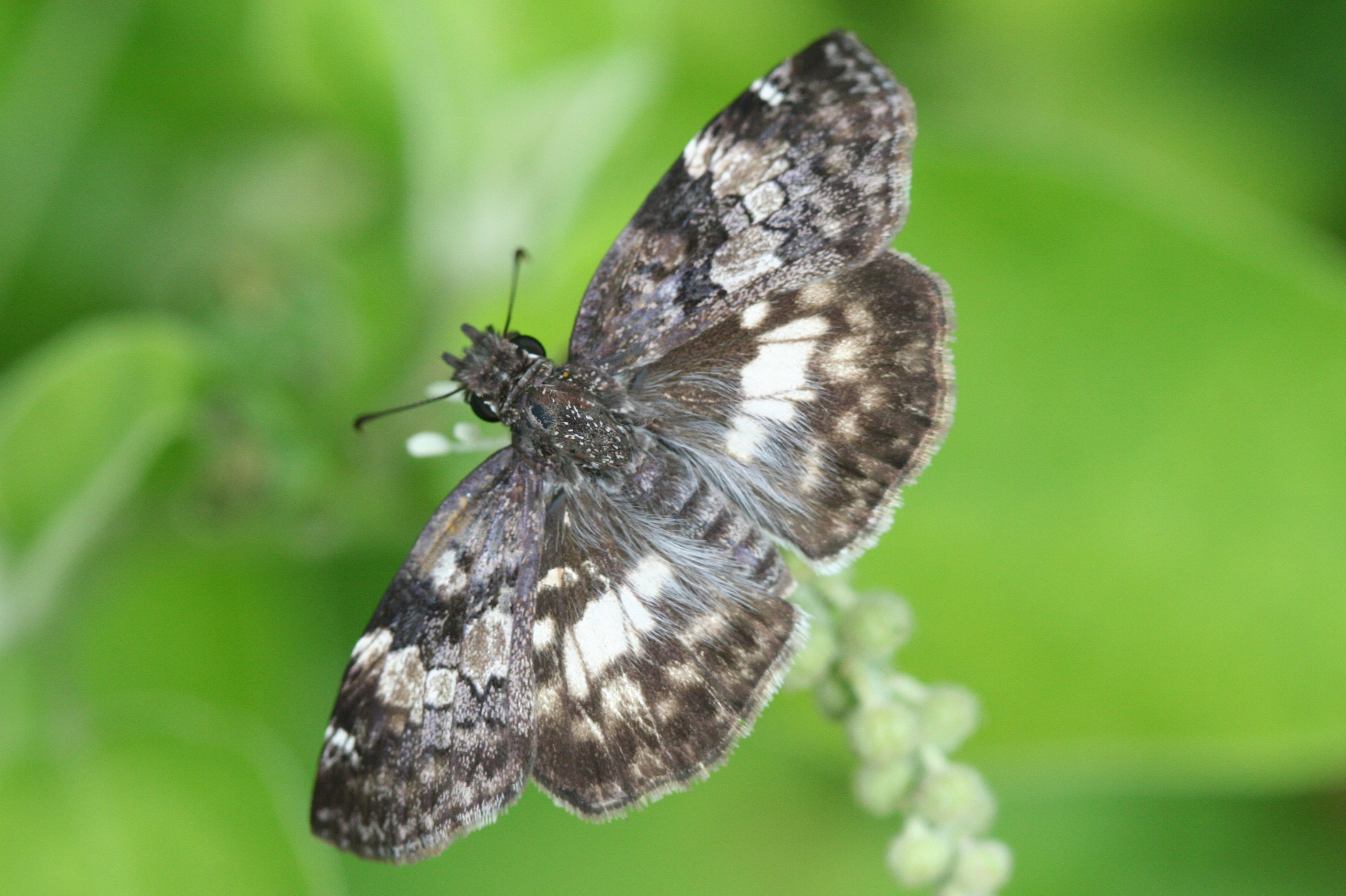